# 豬門事件

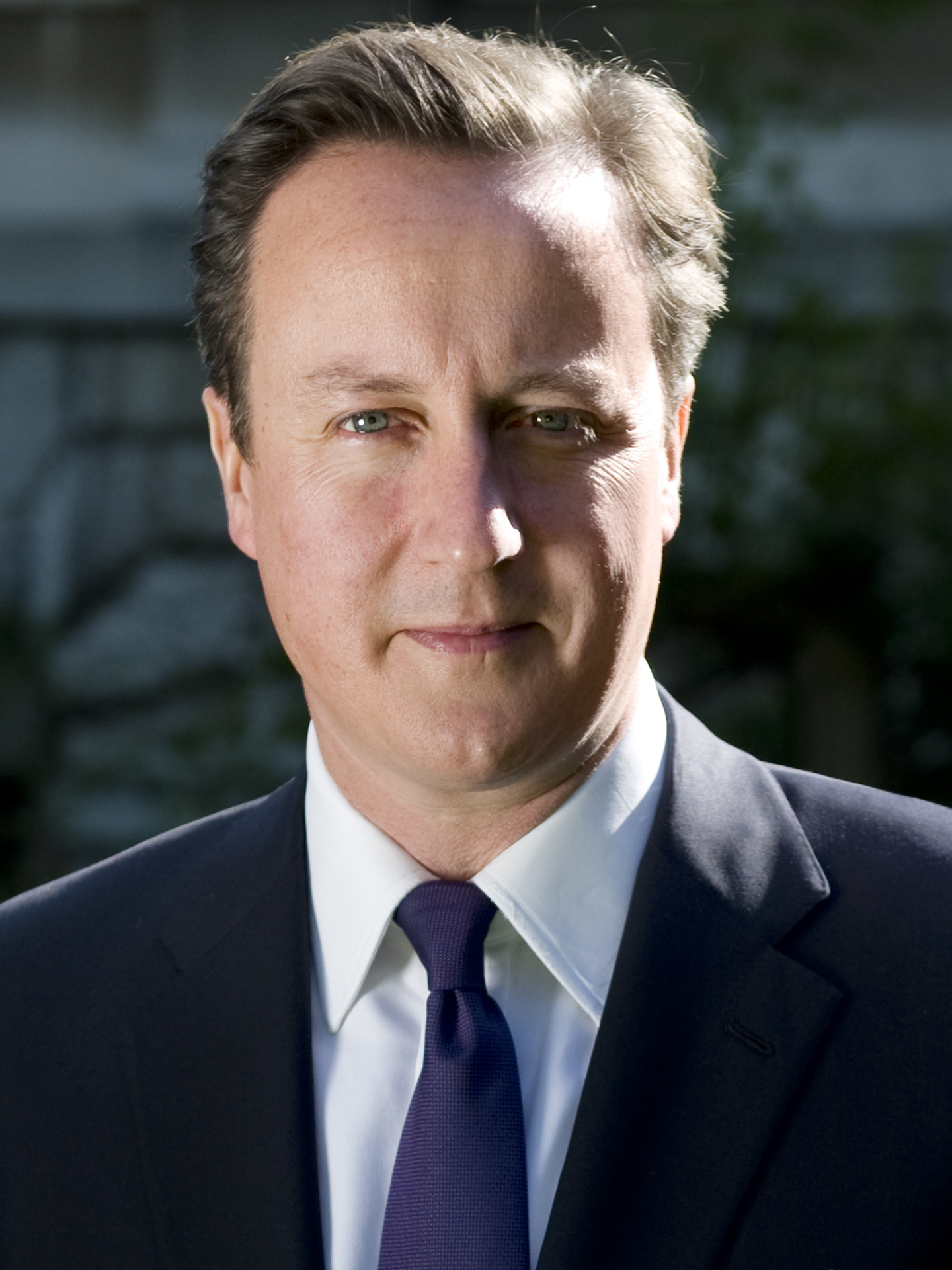
前英國首相大衛·卡麥隆

豬門事件（英語：Piggate）是一件與前英國首相大衛·卡麥隆相關的未經證實的軼事，相傳在他大學期間，曾將他的陰莖和/或睪丸插入死豬的嘴裡，作為牛津大學皮爾斯格威斯頓社入社儀式的一部分。邁克爾·阿什克羅夫特和伊莎貝爾·奧克肖特在未經授權的卡麥隆傳記《Call Me Dave》中報導了這則軼事，並稱這個故事來源於一位匿名的國會議員。本書摘錄於2015年9月20日出版前在《每日郵報》上發表。
唐寧街的消息人士回應說，當時的首相卡麥隆不屑正面回應該謠言，卡麥隆後來表示，“已經於一周前作出了非常具體的否認”。
阿什克羅夫特（Ashcroft）和奧克肖特（Oakeshott）未能從自稱該事件照片的所有人那裡得到答覆，而且該事件刊出以來，尚無確鑿的證據來支持這一軼事。
皮爾斯格威斯頓社創始人之一瓦倫丁·吉尼斯（Valentine Guinness）在一次採訪中說，卡麥隆“很可能參加了他們的一場聚會”，但據他所知，他從來都不是該社的會員。

## 奇聞軼事
據稱，作為牛津大學的一名學生，前英國首相大衛·卡麥隆（David Cameron）將“解剖學上的私密部位”插入了一隻死豬的嘴中，作為皮爾斯格威斯頓社（Piers Gaveston Society）入會儀式的一部分。

## 背景
阿什克羅夫特勳爵長期以來一直是英國保守黨的支持者，並且是英國保守黨的最大捐助者，捐贈了約1000萬英鎊。在2013年，由於與大衛·卡麥隆的衝突，他放棄了對該黨的支持，尤其是儘管他對黨貢獻良多卡麥隆仍拒絕賦予他一個高級職位。一些評論家將書中的“豬的故事”和其他軼事解釋為阿什克羅夫特對卡麥隆的仇恨和報仇。

## 回覆
在被問到這件趣聞之後，唐寧街表示，它們不會通過正面回應來“端正”這一件事。《獨立報》報導說，卡麥隆曾告訴朋友，這一說法“完全是胡說八道”。卡麥隆直到9月23日才在自己的Twitter帳戶上發布推文，隨後他收到了一系列與豬性交有關的回覆。
卡麥隆在當週晚些時候在牛津的一次談話中對該事件開了個玩笑。事件發生六天後，卡麥隆回答了一個有關該事件的問題。

## 社會反應
在《每日郵報》發布有關這則軼事的文章的幾分鐘內，＃piggate、＃snoutrage和#hameron成為Twitter上的流行話題。“ Piggate”該詞很快被媒體報導接受(醜聞經常以“-gate”為後綴)。
該軼事出現後，社群媒體用戶迅速將該事件與著名影集《黑鏡》中的第一季第一集《國歌》做連結，該故事描述虛構的英國首相在遭脅迫下與豬發生性關係。劇集作者查理·布魯克（Charlie Brooker）很快否認了有關指控的任何先驗知識，稱這種情況“是完全的巧合，儘管這是一個很奇怪的現象。”